# Herma Clement

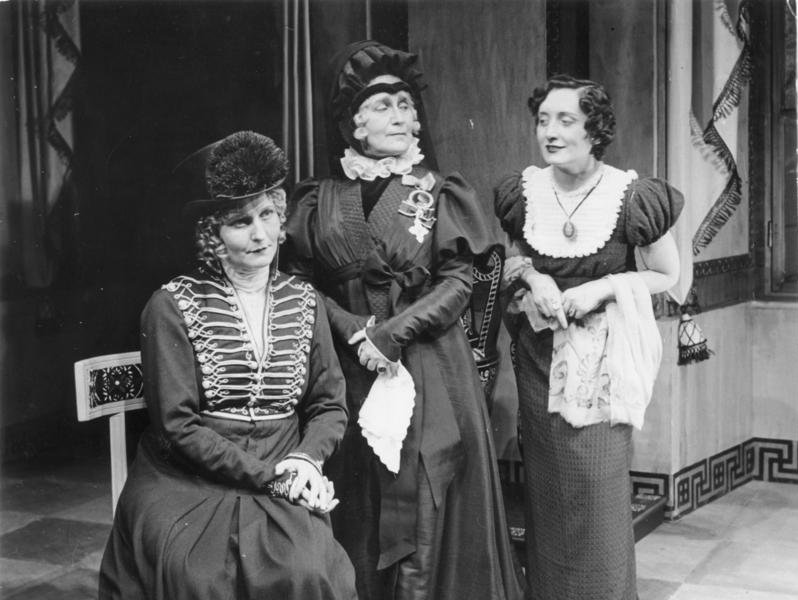
Emmy Sonnemann, Elsa Wagner und Herma Clement in einer Szene aus „Prinz von Preussen“ von Hans Schwarz im Staatl. Schauspielhaus, Regie Lothar Müthel (1935)

Herma Clement (* 28. Januar 1898; † 6. November 1973 in Berlin) war eine deutsche Film- und Bühnen-Schauspielerin und Schauspiellehrerin.

## Leben
Der ehemalige Intendant des Weimarer Nationaltheaters, Franz Ulbrich, brachte Herma Clement zusammen mit Emmy Sonnemann (der späteren Frau von Hermann Göring) bei seinem im Jahr der nationalsozialistischen Machtergreifung 1933 erfolgten Wechsel ans Berliner Staatstheater mit. Ihr Mann Karl Haubenreißer (1903–1945), ebenfalls ein Schauspieler und meist eingesetzt als „jugendlicher Held“, wurde noch 1933 anstelle des geschassten Hans Otto als Obmann der nun zur „Fachschaft“ gleichgeschalteten Ortsgruppe der Genossenschaft Deutscher Bühnenangehöriger (GDBA) eingesetzt. In der Zeit des Nationalsozialismus war Clement an der (privatrechtlich organisierten) Staatlichen Schauspielschule in Berlin (der Vorläuferin der heutigen Hochschule für Schauspielkunst) Sprecherzieherin für die Schüler von Gustaf Gründgens. Herma Clement war eng befreundet mit Emmy Sonnemann, beide spielten auch mehrfach zusammen in denselben Filmen.
Nach Kriegsende bis (mindestens) in die 1950er Jahre gab Herma Clement privaten Schauspielunterricht.

## Schauspielerin

### Bühnenrollen (Auswahl)
- 1933: Peer Gynt von Henrik Ibsen, Regie: Richard Salzmann, Deutsches Nationaltheater Weimar, Premiere: 25. März 1933. Rolle: „Die Grüne“ (Grüngekleidete Frau). Karl Haubenreißer spielte die Hauptrolle des Peer Gynt.[3]
- 1938: Peer Gynt, in der Bearbeitung von Dietrich Eckart, Regie: Erich Ziegel, Staats-Theater Berlin – Schauspielhaus am Gendarmenmarkt, Premiere: 24. Mai 1938. Rolle: Grüngekleidete Frau. In dem Stück spielte Karl Haubenreißer die Rolle des Boyg.[4]

### Filmrollen (Auswahl)
- 1920: Der Shawl der Kaiserin Katharina II (Regie: Karl Halden): Nebenrolle
- 1931/1932: Goethe lebt...! (Regie: Eberhard Frowein): Nebenrolle (in diesem Film spielte auch Emmy Sonnemann mit)
- 1934: Wilhelm Tell (Regie: Heinz Paul): Armgard (Näheres zu dieser Frauenrolle im Artikel über Schillers Wilhelm Tell)

## Schauspielschule

### Bekannte Schüler (Auswahl)
Horst Bollmann, Renate Danz, Gardy Granass, Brigitte Grothum, Jennifer Minetti, Witta Pohl (1955), Thomas Stroux, Suzanne Thommen, Giselle Vesco, Bernhard Wicki (Clement denunzierte Bernhard Wicki bei ihrer Freundin Emmy Göring, was zu Wickis Verhaftung durch die SS und seiner zeitweiligen Internierung in einem Konzentrationslager führte), Jürgen Wölffer, …